# Vivodina
Vivodina – wieś w Chorwacji, w żupanii karlowackiej, w mieście Ozalj. W 2011 roku liczyła 87 mieszkańców.